# Basketbolen klub Levski Sofia
Il B.K. Levski Sofia è una società cestistica, parte della polisportiva omonima, avente sede a Sofia, in Bulgaria, fondata nel 1923.
La società è attiva sia nel settore femminile che nel settore maschile.
La squadra maschile gioca nel campionato bulgaro. Disputa le partite interne nella Universiada Hall, che ha una capacità di 4.500 spettatori.

## Palmarès
- Campionato bulgaro: 20

1942, 1945, 1946, 1947, 1953-54, 1955-56, 1959-60, 1961-62, 1977-78, 1978-79, 1980-81, 1981-82, 1985-86, 1992-93, 1993-94, 1999-2000, 2000-01, 2013-14, 2017-18, 2020-21
- Coppa di Bulgaria: 16

1969, 1971, 1972, 1976, 1979, 1982, 1983, 1993, 2001, 2009, 2010, 2011, 2014, 2019, 2020, 2023
- Lega Balcanica: 3

2009-10, 2013-14, 2017-18
- Supercoppa di Bulgaria: 3

2018, 2019, 2023